# Martin Hattala
Martin Hattala (ur. 4 listopada 1821 w Trzcianie, zm. 11 grudnia 1903 w Pradze) – słowacki językoznawca, kodyfikator literackiej słowacczyzny.
W 1848 r. ukończył studia teologiczne w Pazmaneum w Wiedniu. Studiował także slawistykę. W latach 1848–1950 pracował jako kapelan w Bzovíku i Hodrušy. W latach 1850–1854 nauczał w bratysławskich szkołach średnich. Od 1854 r. studiował językoznawstwo w Pradze, gdzie uzyskał habilitację oraz zatrudnienie jako profesor slawistyki.

## Wybrana twórczość
- Grammatica linguae Slovenicae, collatae cum proxime cognata Bohemica (1850)
- Krátka mluvnica slovenská (1852)
- Zvukosloví jazyka staro- i novo českého a slovenského (1854)
- Srovnávací mluvnice jazyka českého a slovenského (1857)